# Kristet Perspektiv
Kristet Perspektiv är en kristen tidskrift som utkommer fyra gånger om året i Finland. Som mål nämner tidningen att läsaren skall få fördjupning i sin tro och ökad teologisk kunskap. Tidningen utkommer sedan år 1980.
Chefredaktör för tidningen är prosten Henrik Perret.